# Paul Hebbel
Paul Hebbel (* 19. Juni 1947 in Opladen) ist ein deutscher Politiker der CDU.
Hebbel war von 1999 bis 2004 Oberbürgermeister von Leverkusen. Er ist seit 1968 mit Ehefrau Gisela, geb. Sontheim verheiratet und ist Vater von zwei Söhnen.